# Abația Cikádor
Abația Cikádor (în latină Circudoro, Sicodor) a fost prima abație cisterciană din Ungaria, fondată în 1142, în orașul Bátaszék.
În catalogul Janauschek are numărul de ordine 174.

## Istorie

### Fondare
Mănăstirea Fericitei Fecioare Maria din Czikador (Monasterium B.M.V. de Czikador) a fost fondată în 1142 de regele Géza al II-lea al Ungariei, care a chemat călugări de la Abația Heiligenkreuz (Sancta Cruce), din Austria. Aceștia se găseau la rândul lor în filiația Mănăstirii Morimond, din Franța. Ordinul cistercian era în plină dezvoltare, dar nicio abație a acestui ordin nu fusese încă înființată pe teritoriul Regatului Maghiar. Abația Cikádor a fost prima și a rămas, de-a lungul anilor, singura, până la domnia lui Béla al III-lea, care a dispus construirea unor numeroase abații cisterciene, îndeosebi Abația Zirc.
Stabilirea în situl Bátaszék a fost voluntară, atât pentru călugării cărora le plăcea, după exemplul lui Bernard de Clairvaux, să se stabilească în văi, cât și pentru rege, care vedea acolo speranța dezvoltării punând în valoare o mlaștină în câmpia dintre Dunăre și râul Sárvíz. Acest sit, în ciuda aspectului său neospitalier, nu era însă nelocuit. Dar cistercienii au contribuit în mare măsură în a-l face locuibil, în special prin drenarea regiunii.

### Invazia mongolă
Marea invazie mongolă din 1242 a lovit puternic mănăstirea; tătarii au devastat edificiul și orașul, iar reconstrucția a fost dificilă. A fost realizată cu adevărat doar începând din 1347.

### Declinul
În secolul al XIV-lea mănăstirea a decăzut încet; multe bunuri au fost vândute, închiriate sau ipotecate. Abația nu-și va mai regăsi niciodată prosperitatea pe care a avut-o în primul secol de existență.

### Sfârșitul vieții monastice

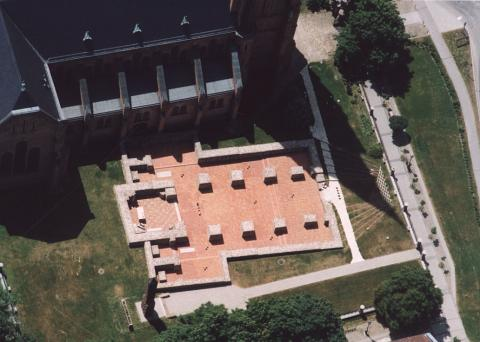
Altă vedere a șantierului săpăturilor arheologice de la abație.

Bătălia de la Mohács, din 1526, a marcat începutul ocupației otomane. Toate abațiile s-au închis, iar călugării au fugit spre Occident. Cât despre orașul Bátaszék, turcii au sosit acolo în 1529. Mănăstirea a fost transformată în moschee, a fost construit un minaret în extremitatea răsăriteană. La momentul recuceririi, călugării nu s-au mai întors pe sit.

### Demolarea
În secolul al XVIII-lea, după recucerirea Habsburgilor, s-a realizat o reconstrucție a bisericii, în stil baroc, dar încorporând multe elemente medievale din lipsă de mijloace. Distrugerea acestei singure rămășițe a mănăstirii a avut loc în timpul construcției noii biserici, care a distrus-o complet pe cea veche.

### Săpături
Începând din 1994 au fost efectuate cercetări sub conducerea lui Polikárp Zakar
(1930-2012) și a Ilonei Valter pentru a găsi urme ale vechii mănăstiri. Aceasta din urmă s-a dovedit a fi îngropată la mai puțin de un metru și jumătate de pământ, sub molozul rezultat din distrugerea făcută de administrația otomană și de diverse incendii.

## Abația
Abația a fost construită parțial din piatră tăiată și parțial din cărămidă, mai ieftină și mai ușor de procurat în această regiune mlăștinoasă.

### Biserica abațială
Biserica abațială prezenta un plan cu trei nave, comun arhitecturii cisterciene tradiționale: partea exterioară a absidei este plată, două capele laterale deschizându-se spre transept erau situate de fiecare parte a corului. De dragul simplității, stâlpii aveau bază dreptunghiulară. Abațiala măsura aproape șaizeci de metri lungime, ceea ce făcea din această biserică cea mai mare din întregul comitat Tolna; planșeul, singura parte care poate fi reconstituită cu adevărat astăzi, a fost acoperit cu o pardoseală decorativă din cărămidă, reprezentând în special animale (săpăturile au scos la iveală un inorog și un cerb).

## Informații suplimentare
- Ilona Valter, A cikádori, más néven (báta)széki ciszterci apátság története; METEM–Historia Ecclesiastica Hungarica Alapítvány, Budapest, 2015.